# Dálcio Gomes
Euciodálcio Gomes (* 22. Mai 1996 in Pragal) ist ein portugiesischer Fußballspieler, der bei APOEL Nikosia unter Vertrag steht.

## Karriere

### Verein
Dálcio Gomes begann seine Karriere in der Jugend von Belenenses Lissabon. Zu Beginn der Erstligasaison 2014/15 wurde er in den Profikader aufgenommen. Sein Debüt als Profi absolvierte er am 18. Januar 2015 gegen den Gil Vicente FC, als er für Bruno China eingewechselt wurde. Bis zum Ende der Saison kam er unter dem angolanischen Trainer Lito Vidigal zu fünfzehn weiteren Einsätzen und verhalf dem Verein um sich als Tabellenfünfter für die Europa League zu qualifizieren. Dálcio Gomes wechselte daraufhin im Juni 2015 zu Benfica Lissabon. Dort kam er jedoch nur für die zweite Mannschaft des Verein in der Segunda Liga zum Einsatz. Auch eine Kurzleihe zu Belenenses änderte nichts an seiner Situation. Nachdem er bis zum Ende der Saison 2016/17 für Benfica B in 50 Ligaspielen zum Einsatz gekommen war, wurde der 21-Jährige im Juni 2017 zu den Glasgow Rangers nach Schottland verliehen.

### Nationalmannschaft
Dálcio Gomes spielte von 2015 bis 2016 in der U-19 und U-20 von Portugal.